# 安井御前
安井御前（やすいごぜん、生没不詳）は、尾張蜂須賀城主・蜂須賀正利の正室。父は尾張宮後城主・安井弥兵衛尉重幸。母は不詳。蜂須賀正勝の生母とする説あり。
弟には安井重継と安井重知（一説には浅野氏重の実父）がおり、常陸真壁藩初代藩主・浅野長政は甥にあたる。名は不詳。

## 生涯
尾張国丹羽郡宮後村（現在の江南市宮後町）の領主・安井弥兵衛尉重幸の娘として宮後城で生まれる。後に同国海東郡蜂須賀村（現在のあま市）の領主で斎藤家の家臣・蜂須賀正利の正室となる。正利には大橋定広の娘を継室とする記述が残されているが、その経緯などは不明である。 
1526年（大永6年）に嫁ぎ先の蜂須賀城で長男の蜂須賀正勝（小六）を出産したとする説があるも定かではない。
その後、斎藤氏に従う正利と織田信秀が敵対したため正利は領地を奪われてしまい、正利は大橋家に入ることとなる。そのため、安井御前と小六は行き場を失い、安井家に戻される。兄である安井重継は安井家の家督を小六に譲り、安井家は蜂須賀家に吸収される。